# 小行星5446
小行星5446（英語：5446 Heyler）是一颗围绕太阳公转的小行星。1991年8月5日，亨利·E·霍爾特在帕洛马山发现了此天体。
这颗小行星的绝对星等为329.52018等。